# 桂林市卓然学校
桂林市卓然学校，又名广西师范大学附属学校，由广西师范大学与桂林市教育局合作共建，属民办性质，业务上受桂林市七星区教育局管理。

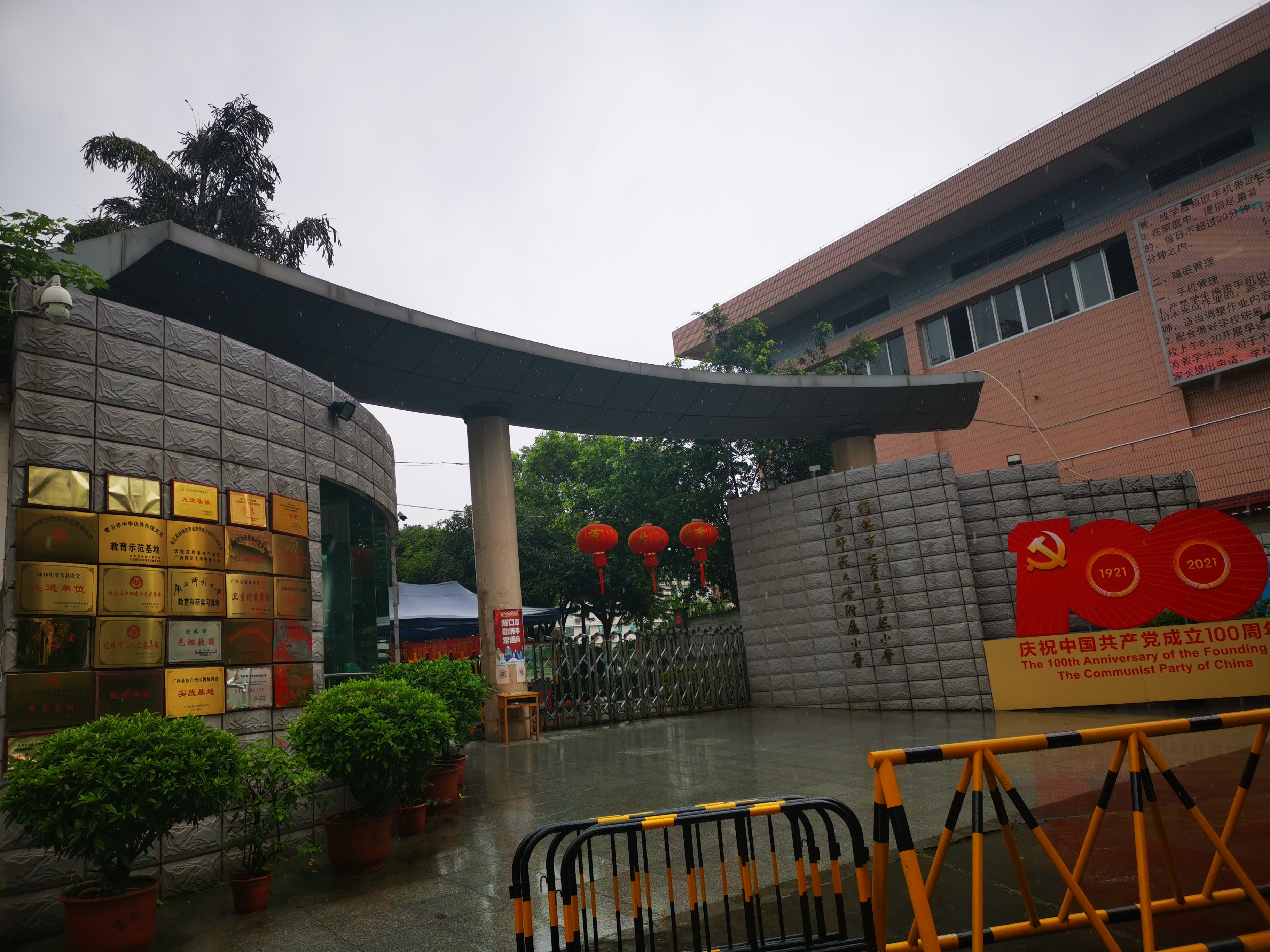
桂林市七星区卓然小学校园大门（摄于2021年6月30日）

## 历史
桂林市七星区卓然小学于2012年7月由叶琴珍校长开始主持学校前期筹备工作。2012年9月正式成立。最初同广西师范大学附属外国语学校共用校区，2013年，广西师范大学附属外国语学校将校区完全搬至桂林市铁山工业园，于2013年9月开始使用全校区。2014年9月1日进行揭牌仪式。2023年5月15日，广西师范大学与桂林市七星区合作共建桂林市卓然学校签约仪式举行，这标志着学校正式成为公办学校。

## 学校荣誉
- 2015年10月，桂林市先进性别文化教育基地
- 2015年12月，桂林市中小学书法教育示范校
- 2016年2月，桂林市巾帼建功先进集体
- 2016年11月，全国生命教育课题研究实验学校
- 2016年12月，桂林市无烟校园
- 2016-2017年度，七星区民办小学督导评估优秀学校
- 2017年，青少年中华优秀传统文化教育示范基地

- 2017年2月，桂林市三八红旗集体
- 2017年3月，桂林市家庭教育示范基地
- 2017年3月，2016年食品安全先进单位
- 2017年，入选“全国青少年校园足球特色学校”
- 2018，“希望中国”青少年教育戏剧全国年度展评师范学校
- 2020年9月，在广西师范大学庆祝第36个教师节表彰大会上，我校被授予“先进集体”荣誉称号
- 2020年，桂林市文明学校、桂林市绿色学校、桂林市健康促进校
- 2021年5月，广西优秀少先队集体
- 2021年9月，新世纪小学数学研究与应用独立基地校

### 其他荣誉
- 全区高校师范专业办学能力提升计划项目远程在线录播子教室
- 广西壮族自治区A级食堂
- 广西师范大学教育科研实习基地
- 广西壮族自治区卫生优秀学校
- “希望中国”青少年英语教育戏剧研究院示范基地[4]

## 师资力量
学校现有在职教师112人，其中特级教师2人，研究生学历13人，正高级职称1人，副高级职称7人，中级职称44人；“广西八桂教育家摇篮工程”学员1人，“广西名校长工程”学员1人，“广西基础教育名师青蓝工程”学员1人，七星区“奋进的榜样，育人的楷模”教师3人。

## 学校领导
- 党总支书记--彭红
- 校长--张鹏程